# Cattaneo (famiglia)
I Cattaneo sono una famiglia nobile genovese di antichissima origine.

Stemma dei Cattaneo Della Volta Paleologo, Principi di Sannicandro.

I Della Volta nel 1309 con le famiglie Mallone, Bustarino, Marchione, Stancone, Ingone e Libertino. costituirono l'albergo Cattaneo (prima di queste istituzioni consortili), anteponendo quindi al loro questo nuovo cognome. 

La sua origine risalirebbe alla missione del potentissimo Ingo della Volta quale ambasciatore nel 1161 della città di Genova a Pavia presso Federico Barbarossa; in tale occasione viene nominato “cattaneo” (ovvero "capitano", in italiano antico) con la concessione di alzare nell'insegna araldica il “capo dell'Impero”, ossia l'aquila nera. Con il cambiamento di partito si avrebbe la sua denuncia con la sovrapposizione nello stemma del “palato” d'argento e di rosso sul fasciato d'azzurro e d'argento.
Le varie famiglie dell'albergo Cattaneo, dopo il Trecento nelle occasioni in cui era necessario riferirsi agli antenati, per esempio per l'annuale riscossione dei redditi delle prime compere del Comune, i Cattaneo si qualificheranno sempre specificando il cognome originario della famiglia di provenienza, come ad esempio "Cattaneus olim De Volta".
Restarono a costituire nel 1528 il 22° albergo Cattaneo le famiglie: Bava, Borrelli, Bozzoni, Canessa, Carizia, Cattaneo, Chiavari, Foglietta, Lagomarsino, Lasagna, Lazzari, Leccavela, Oliva, Pietra, Riccoboni, Stella, Tagliacarne, Vento, Zerbino.
La famiglia Cattaneo ha dato alla repubblica i seguenti dogi: Oberto (1528, primo doge biennale), Leonardo (1541), Giovanni Battista (1691), Nicolò (1736) e Cesare (1748).
L'arma attuale è: Fasciato d'argento e d'azzurro al capo d'oro caricato dall'aquila nera, e con le armi dei Paleologo nel cuore dello scudo. Corona di Principe.

## Le origini
Il capostipite dei Della Volta, storicamente accertato, fu Conradus, che viene citato nelle genealogie cinquecentesche da Federico Federici. Questi, sulla base di una pergamena del 1077 rinvenuta nel monastero di Santo Stefano, gli dà il titolo di "conte", Conradus Primus de Volta Comes, e lo dà vivente nel 938. Questo titolo fa pensare che egli svolgesse le funzioni feudali di conte (o meglio vicecomes) di Genova, ma non con riferimento alle sue disponibilità fondiarie (i Della Volta risultarono signori di Varazze, Masone, Tagliolo e Lerma e di “tutto quel tratto di paese che dal mare ligustico si stende verso terra e confina con gli Stati di Milano e del Monferrato”) né a una contea, ma piuttosto con compiti di amministrazione della città per conto dei marchesi Obertenghi che risiedevano nei castelli del Monferrato inferiore. D'altra parte, interrogando lo stemma di famiglia più antico, si rileva che i colori primari sono l'azzurro e l'argento, caratteristici dei vassalli e dei funzionari dei Franchi incaricati del governo di determinate province.
Attivi mercanti, i de Volta si erano insediati sulla calata più antica (oggi calata Cattaneo) del porto vecchio (Ripa maris), immediatamente sotto l'antico castrum, all'incrocio delle due vie principali della città medioevale, perpendicolari tra di loro: la Platea Longa (che dalle alture di Sarzano scendeva alla calata più a ridosso del promonorio del Molo fino alla Ripa di Coltelleria affacciata sulla calata Cattaneo, o pons Cattaneorum, tuttora ricordata da un'insegna stradale di fronte al bigo) e la strada maestra (probabilmente la romana via Aurelia). Questa, che dalle Mura di Malapaga attraverso via delle Grazie toccava il mercato di San Giorgio, Banchi, sfiorando l'antica sede vescovile di San Siro giungendo alla porta dei Vacca, fu successivamente prolungata fino a San Giovanni di Pré e alla Porta di San Tomaso. Affacciati su quest'angolo dell'approdo, illi de volta avevano i loro fondaci destinati a ospitare le merci, costruiti a forma di volta (da cui probabilmente il cognome originario), a ridosso dei quali si ebbe la prima costruzione della dimora nel secolo XI. Esso presenta ancora, nella sua originale costruzione ad angolo, molti elementi medioevali (paramento bicromo, archetti pensili, affreschi, la cosiddetta "loggia dei Pisani", ecc.).
La presenza Cattaneo è documentata anticamente anche nella città di Brugnato, nel Levante ligure, ove questa famiglia si trova nomata nell'antico Registro dei Censi della mensa vescovile (nullius dioecesis), ove alcuni membri della famiglia quali canonici-curati ebbero l'investitura di vicari generali: Guglielmo Cattaneo del vescovo Filippo Sauli dal 1513; del cardinale Gerolamo Grimaldi dal 1521 al 1535 e, allo stato attuale, nulla sappiamo se pure lo fosse del cardinale Agostino Trivulzio, vescovo amministratore della diocesi di Brugnato dal 1535 al 1548; del vescovo Antonio dei Conti di Cogorno dal 1548 al 1565 e, Giacomo Biagio Cattaneo fu vicario generale dal 1571 al 1579, egli pure, del vescovo di Brugnato Antonio Paglietino.

Nella città di Sarzana, un'epigrafe a bassorilievo in marmo del XV secolo, in parte sbrecciata, affissa sul mastio di sinistra del castello di Sarzanello, a cui si accede mediante apposito revellino di ingresso; in effigie è intuibile il cavallo con S. Giorgio nell'atto di uccidere il drago e, a sinistra, una giovane donna con il braccio destro piegato in alto, la mano chiusa con il dito indice sollevato, ove, a frammenti, pare ricomposti, in parte è possibile leggerne in epigrafe latina la data, le funzioni e il nome del governatore genovese della città di Sarzana e castellano Cristofaro Cataneo. Sul lato destro è raffigurato un elmo con scudo su cui sono effigiate cinque cime o vertici e, ai lati e al centro, soprastanti tre stelle a otto punte.
In internet alla voce castello di Sarzanello, nella galleria fotografica nei due siti TripAdvisor e Trame di Lunigiana, oltre a quello di Piero Angela per la Rai, è possibile scorgere questa targa marmorea, anche se parzialmente coperta da erbe infestanti, affissa al sottostante cornicione marcapiano del torrione di sud-ovest (sul ponte che scavalca il fossato, in ingresso, visibile a sinistra).
Sempre quali persone legate a Sarzana, occorre citare il missionario gesuita Lazzaro Cattaneo (Sarzana, 1560 - Hangzhou, Cina, 19 gennaio 1640) il quale, in collaborazione con Padre Matteo Ricci, contribuì alla compilazione del dizionario della lingua cinese e, primi, a introdurre la cultura occidentale e far conoscere agli occidentali la cultura cinese.
 L'abate, Angelo Cattaneo (1792-1808), successore del vescovo di Brugnato Francesco Maria Gentile 1773-1791, fu alla guida dell'antica abbazia S. Maria Assunta della Corte dell'Accola. Questa era già nota come la corte dell'Accola alla quale, in antico, venivano confermati privilegi, esenzioni, autonomie, mediante diplomi dell'imperatore Carlo III il Grosso nell'881 che confermavano i precedenti diplomi dei re Longobardi e dell'imperatore Carlo Magno. Francesco Maria Pinello 1660-1666, figlio del fondatore del beneficio abbaziale, il patrizio genovese Agostino Pinello, fu abate in detta Corte dell'Accola. L'abate Giuseppe Antonio Imperiale 1669-1748, rimase coinvolto e ucciso l'11 giugno del 1748 nei fatti d'arme delle truppe del gen. Clerici comandante un distaccamento di soldati che, dipartitisi dal feudo imperiale di Suvero, venivano ad occupare la città di Brugnato e Borghetto Vara, luoghi senza difesa, ma da cui furono cacciati dalla spontanea sollevazione popolare, per cui dovettero fuggire con numerose perdite. Ciò accadde negli avvenimenti della guerra di Successione Austriaca 1740-1748 18 ottobre, pace di Aquisgrana. Episodio che, seppure meno noto, si lega agli stessi frangenti storici della sollevazione di Genova con G.B. Perasso detto il Balilla.

## Albergo Cattaneo
Con la riforma dell'istituzione del 1528 degli alberghi in Genova, i Cattaneo andarono a formare il XXII albergo cittadino. Ad esso vennero ascritte, oltre a quelle che già ne facevano parte, numerose altre famiglie.
Di seguito le famiglie che erano ascritte all'albergo Cattaneo:
- Bava: originari di Fossano, vennero in Genova intorno al 1300 e furono ascritti alla famiglia nel 1528.[3]
- Borelli: originari di Savona.[4]
- Bozomo: originari di Struppa, furono ascritti ai Cattaneo ed ai Pinelli.[5]
- Bufferi: nativi di Genova, fu una delle prime famiglie ad essere ascritte all'albergo.[6]
- Bustarini: originari della riviera di levante, formavano uno dei 74 alberghi del 1414 e vennero ascritti ai Cattaneo nel 1433.[7]
- Carezza: originari di Albenga, furono ascritti alla famiglia nel 1528.[8]
- Chiavari: giunsero in Genova intorno al 1150 da Chiavari e nel 1528 furono ascritti ai Cattaneo, ai Lomellini ed ai Lercaro.[9]
- Dondi: originari del Piemonte, vennero ascritti alla famiglia nel 1528.[10]
- Foglietta: originari di Sestri Levante, furono ascritti ai Cattaneo nel 1528.[11]
- Ingoni: originari della riviera ligure, giunsero a Genova verso il 1300 e furono tra le prime famiglie ad aderire all'albergo Cattaneo.[12]
- Lagomarsino: originari della Valle del Recco, furono ascritti nel 1528.[13]
- Lasagna: giunti in Genova tra il XII e XIII secolo, nel 1528 furono ascritti alla famiglia.[13]
- De Lazario: di origine bolognese o della Val Bisagno, nel 1528 furono ascritti alla famiglia.[14]
- Leccavela: ascritti inizialmente ai Di Collone[15], nel 1528 passarono ai Cattaneo ed ai Lercaro.[14]
- Libertini: cittadini genovesi dal 1100, essi furono ascritti ai Doria, ai Cattaneo, agli Imperiale ed ai Salvago.[16]
- Maloni: originari di Quarto, furono tra le prime famiglie ad aderire all'albergo Cattaneo.[17]
- Marchione: originari di Gavi furono tra le prime famiglie ad aderire all'albergo Cattaneo.[18]
- Oliva (ramo Cattaneo e Grimaldi): di variegata origine, questo ramo degli Oliva venne ascritto ai Cattaneo ed ai Grimaldi.[19]
- Oliva (ramo Cattaneo): di variegata origine, questo ramo degli Oliva venne ascritto ai Cattaneo.[19]
- Pietra: originari della Val Polcevera, nel 1528 furono ascritti alla famiglia.[20]
- Riccobano: originari delle Cinque Terre, furono ascritti nel 1528.[21]
- Scotti: genovesi, furono aggregati a vari alberghi, tra cui nel 1528 ai Cattaneo.[22]
- Stanconi: originari della riviera ligure ed a Genova dal 1140 circa.[23]
- Stella: originari della riviera di Ponente, furono ascritti alla famiglia nel 1528.[23]
- Tagliacarne: provenienti dalla Lombardia, furono ascritti ai Cattaneo nel 1528.[24]
- Vento: originari di Benevento, furono ascritti ai Cattaneo nel 1528.[25]
- De Volta: furono una delle famiglie fondatrici dell'albergo nel 1301.[26]
- Zerbino: provenienti da Chiavari, dal 1528 vennero ascritti ai Cattaneo.[27]

## Personaggi storici

### Edoardo Cattaneo
Per la posizione strategica, dominante l'alta valle tiberina del Tevere Umbro, nella "Wald", "Selva", dai territori avuti in deduzione dall'imperatore Ottone II di Sassonia, nel 975 il conte germanico Edoardo Cattaneo fondò un castello, l'oppidum "Gualdum Captaneorum" alle propaggini dei monti Martani del ducato di Spoleto. Oggi detto paese di Gualdo Cattaneo.

### Damiano Cattaneo
Damiano Cattaneo, figlio di Leonardo, sposò in prime nozze Eliana Zaccaria di Emanuele dei principi di Acaja e Scio, assumendo il titolo di principe di Negroponte. Questo ramo, in epoche successive, intrecciò parentela con le famiglie Giustiniani, perdendo con il tempo il nome di famiglia e assumendo quello di Negroponte.

### Oria de Volta
Intorno all'anno 1000 una figlia di Corrado, Oria (od Orietta) – secondo una versione già vedova - andò sposa ad Arduino conte di Narbona, che, venuto a Genova forse a seguito della prolungata invasione del narbonense da parte dei saraceni o dei normanni, caduto malato, fu ospitato nella dimora di Corrado ed amorevolmente assistito dalla bella Orietta. I loro quattro figli furono popolarmente chiamati i figIi "d'Oria"; da qui l'origine dell'illustre famiglia Doria.

### Adelaide Margherita Cattaneo
Dai giornali La Nazione e Il Tirreno del 16-4-1999 che riportano quanto segue: "Lutto a S. Giuseppe di via Della Robbia in Prato. È scomparsa la suora della musica che per trentanni ha insegnato pianoforte ai giovani allievi dell'istituto, alcuni dei quali diventati affermati musicisti e professori di conservatorio, quali i fratelli Paolo e Filippo Conti... È spirata serenamente dopo una vita spesa per i bisognosi e che, ottantatreenne, quasi non più vedente, ancora suonava a memoria e teneva audizioni coadiuvata appunto da suoi ex allievi, nel frattempo divenuti stimati professionisti, compositori. Così amici e conoscenti ricordano Suor Chiara Eletta dell'Eucaristia delle suore Carmelitane". Unanime cordoglio della popolazione di Prato di genitori, allievi e bambini che hanno partecipato in folla, commossi e piangenti alla mesta cerimonia funebre. Le sue ceneri riposano nel mausoleo delle suore Carmelitane in Campi Bisenzio. Un cenotafio ne ricorda l'origine nella cappella di famiglia Cattaneo della città di Brugnato e la memoria con le ultime sue parole "Misericordia Domine In Aeterno Cantabo" 1910-1999.
La famiglia ne custodisce e conserva scritti, saggi e composizioni quali la dedica musicale alla preghiera di S. Bernardo alla S.Vergine nel canto XXXIII del Paradiso della Divina Commedia di Dante, la Tempesta, etc.

### Simonetta Cattaneo Vespucci

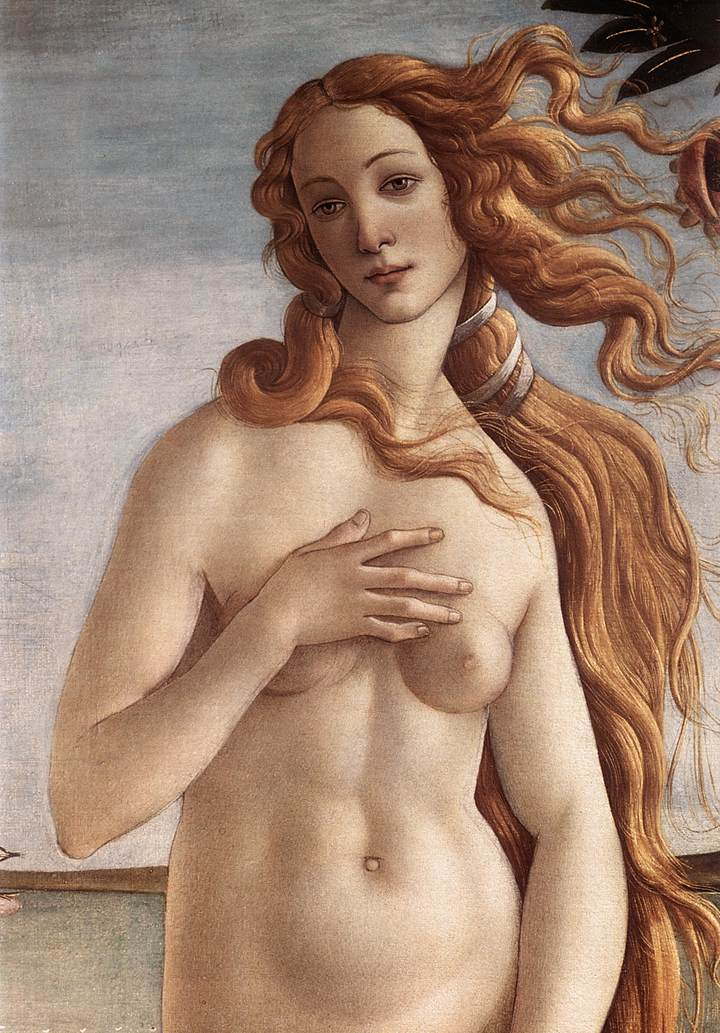
Particolare della Nascita di Venere di Sandro Botticelli.

Quando nell'aprile del 1469 - Simonetta Cattaneo, accompagnata dai genitori Gaspare Cattaneo Della Volta e Catocchia Spinola - va incontro al giovanissimo sposo Marco Vespucci nella chiesa gentilizia di San Torpete la bella Simonetta ha appena sedici anni. Vi assiste il Doge Piero II Fregoso e tutta l'aristocrazia della città.
Una versione più accreditata ritiene che Simonetta, forse nata a Genova, accompagnò giovinetta i genitori in esilio nella villa che la famiglia Cattaneo possedeva a Fezzano di Portovenere. La madre Catocchia Spinola avendo sposato in prime nozze il doge Battista I Campofregoso (1380-1442), da cui aveva avuto la figlia Battistina andata sposa al duca di Piombino Jacopo III Appiano, ed essendo il figlio Piero Campofregoso doge dal 1450 al 1458 incapace di dominare le fazioni locali, prese accordi diretti con il re di Francia Carlo VII (il re che Giovanna D'Arco aveva fatto consacrare a Reims); e Gaspare Cattaneo essendo collaterale al Campofregoso, pur non consenziente né colpevole delle scelte politiche di Piero, dovette riparare a Fezzano di Portovenere. Per parentela di Battistina, sorellastra di Simonetta, furono ospitati dall'Appiani a Piombino ove Piero Vespucci, padre di Marco, era spesso ospite per ragioni di affari.
Il giovane sposo Marco(cugino di Amerigo) era da poco stato inviato dal padre Piero a Genova per studiare i sapienti ordinamenti del Banco di San Giorgio, di cui è procuratore appunto Gaspare Cattaneo, che nel 1464 era stato testimonio della dedizione di Genova a Francesco Sforza duca di Milano. Accolto dai Cattaneo, si era innamorato perdutamente di Simonetta, e il matrimonio era stato una logica conseguenza visto l'interesse dei Cattaneo a legarsi con una potente famiglia di banchieri fiorentini, intimi dei Medici. La recente caduta di Costantinopoli e la perdita delle colonie orientali aveva particolarmente colpito la famiglia Cattaneo.
L'arrivo degli sposi a Firenze coincide con l'assunzione di Lorenzo il Magnifico a capo della Repubblica. Attorno a lui rotea in magnificenza tutta Firenze. Sono i due fratelli Lorenzo e Giuliano che accolgono gli sposi nel palazzo di via Larga e in suo onore organizzano una sontuosa festa nella villa di Careggi. Si susseguono brevi anni di feste e ricevimenti in una vita sontuosa di cui la corte medicea è il centro. L'apice si raggiunge con il "Torneo di Giuliano" in piazza Santa Croce. Simonetta è la trionfatrice e viene proclamata "regina del torneo". La sua straordinaria bellezza e la sua grazia hanno ormai conquistato tutti, in primis Giuliano. Agnolo Poliziano le dedica uno splendido poemetto di milleduecento versi, il Pulci alcuni leziosi sonetti e anche il Magnifico la celebra nelle sue Selve d'Amore.
Ma sarà la pittura a lasciarci numerosi e splendidi testimonianze di questa fanciulla che rimane considerata la più bella donna del Rinascimento. Di lei vi è un ritratto del Botticelli alla Galleria Pitti e un altro di Piero di Cosimo a Chantilly nella Galleria del Duca d'Aumale. Ma soprattutto parlano della sua bellezza i celebri quadri di Sandro Botticelli del quale tutta l'opera fu ispirata da Simonetta anche dopo morta. La Nascita di Venere, la Primavera e il Sogno di Giuliano che il Poliziano aveva suggerito a Botticelli.
Nel 1475 Simonetta Cattaneo, la povera "Regina di Bellezza" della Giostra, muore in poche settimane di tubercolosi.
Non bisogna pensare che tutto quello che è appartenuto al Rinascimento sia avvolto da una nuvola poetica di dolci amori e cortesi tenzoni. Recenti studi non escludono che ci possa essere stato l'intervento del veleno. Il movente: la gelosia. Infatti poco dopo la morte di Simonetta, Marco e suo padre Piero Vespucci complotteranno contro i Medici, divenendone acerrimi nemici. Un quadro, in particolare, esprime bene l'atmosfera che si doveva respirare in quei frangenti, quando i Medici, potentissimi, ancora beneficiavano i due. Si tratta del ritratto del Botticelli, una specie di fotografia "ante litteram": "la IV tavola della serie La novella di Ser Nastagio degli Onesti. Il Banchetto nuziale", Museo del Prado (Madrid), in cui si vedono, secondo le severe costumanze dell'epoca, appunto i due sessi rigidamente divisi nei convivi e fronteggianti alla vista: le dame sedute a sinistra e i cavalieri a destra. Ora, l'unico uomo seduto dalla parte delle dame, Marco Vespucci, al quarto posto a sinistra, palesemente proteso di fronte alla sua sposa Simonetta, in evidente segno di spregio o disappunto nel volere coprire la vista della sua bella sposa, volgendo le spalle a Lorenzo De' Medici, seduto dall'altra parte, a destra, al corrispondente quarto posto, unitamente a tutti i cavalieri seduti appunto a destra. Se non è un ritratto psicologico dell'atmosfera di evidente tensione fra i fiorentini Vespucci Marco e il signore Lorenzo De Medici! Qui il pittore ha catturato la suggestione del momento di quel che voleva rappresentare: lo stato d'animo dei due uomini rivali d'amore.
Comunque Simonetta non fu solo la musa ispiratrice della cultura neoplatonica dei sofisticati circoli intellettuali e artistici rinascimentali in Firenze, immortalata nei celebri quadri della "nascita di Venere" e della "Primavera", in cui la generalità del pubblico identifica unicamente Simonetta. Il suo sembiante servì anche a trascendente tema religioso come modello dei numerosi ritratti nei tondi delle celebri Madonne con Bambino.
Un ottimo spunto filologico di studio e riflessione è il bel saggio della prof. Rachele Farina nel suo "Simonetta. Una donna alla corte dei Medici" edito per i tipi della editrice Bollati Boringhieri.
Fra i tanti studi filologici e iconografici, un altro ottimo lavoro su Simonetta è quello di John Graham di Arlington, Virginia, USA, composto negli anni 1969-70 per il conseguimento del Master's Degree alla Facoltà di Scienze Umane dell'Università della Florida. Impegno d'approfondimento che dovette sospendere per trasferimento del relatore e per sopraggiunti impegni professionali dell'autore.
Trascorsi alcuni anni come Attaché all'Ambasciata Americana a Roma e infine trasferito alla Società Internazionale Ricerche Marine, SpA (SACLANT ASW Research Centre) di La Spezia.
Durante il suo soggiorno in Italia sviluppò un fortissimo interesse su Portovenere e sull'arte italiana in specie quella del Rinascimento.
Questo lavoro è stato tradotto nel 1983 dalla spezzina Chiara Bodrato.
Egli prende in esame l'opera pittorica del Botticelli riguardo alla Simonetta e si addentra nella interpretazione dell'ambientazione paesistica dei celebri quadri, in specie per quanta riguarda quello di Piero di Cosimo nel suo Simonetta Ianuensi Vespucci al Muséè Condé di Chantilly, Francia (identità della Simonetta confutata per ragioni anagrafiche dallo storico dell'arte Horne). Al Graham, nello sfondo del quadro, pare di riconoscere la torre campanaria di S. Lorenzo e il borgo di Portovenere visti da destra e dall'alto e, anche sulla base delle Stanze 49-51-53 del Poliziano in cui Simonetta dice: «Mia natal patria è nella aspra Liguria/ Sopr'una costa alla riva marittima/ Ove fuor di gran massi indarno gemere/ Si sente il fer Nettuno e irato fremere/..Ma perch'io in tutto il gran desir t'adempi/ E 'l dubbio tolga che tua mente rompe,/ Maraviglia di mie bellezze tenere/ Non prender già, ch'io nacqui in grembo a Venere», ecc., ne ricostruisce l'eidotipo (tavola 4).
"Sandro Botticelli e la Rinascita di Simonetta Vespucci" di John Graham. Legatoria Tecnostampa di L.Romano -Sp-.

### Pietro Cattaneo
Occorre ricordare la figura del frate Pietro Cattani già giurista canonico di S. Rufino in Assisi. Originario d'Assisi che primo, assieme Bernardo di Quintavalle e Egidio, nel 1209 seguì il poverello di Assisi San Francesco, nella sua predicazione evangelica facendo generosa elargizione dei propri beni ai poveri, era stimolo all'avaro prete Silvestro a imitarne l'esempio: «Andate e predicate [...] non tenete oro, né argento...non sacca da viaggio, né due vesti, né scarpe, né bastone...»; «Poiché Si è: Donando che si riceve/ Perdonando, che si è perdonati/ Morendo che si resuscita a vita eterna.» Sempre nel 1209, Pietro Cattanio con Francesco, unitamente al dodicesimo compagno, Angelo Manfredi, si recò dal papa Innocenzo III per presentare la regola dell'Ordo Fratrum Minorum, la quale fu accettata verbalmente dal pontefice. Ancora, nel 1219, Pietro fu compagno di Francesco nella missione in oriente dal sultano Al-MaliK el Kamil, nipote del Saladino. In vita Pietro ebbe numerose levitazioni, prodigi al punto che, pure scomparso da tempo, i pellegrini ne seguivano e zelavano la memoria con canti e orazioni, chiedendo a Pietro Cattanio grazie e guarigioni. Tutto ciò disturbava la preghiera nel cenobio dei frati minori. Quindi S. Francesco, su indicazione dei frati, dovette intervenire e pregare l'anima di fratel Pietro affinché così, come in vita, si riducesse alla ubbidienza della regola imposta e cessasse di compiere miracoli. E così avvenne. Pietro resse l'Ordo Fratrum Minorum come vicario dal 1214 all'autunno del 1220 quando, ad Assisi, il 10 marzo 1221, si spense nel bacio del Signore. Pietro Cattanio è sepolto all'esterno del lato destro, sud della Porziuncola. L'epigrafe, ancora leggibile, che ne riporta il nome e la data, rappresenta il documento più antico dell'Ordine.

### Giuseppe Cattaneo della Volta
Marchese, Senatore del Regno d'Italia fu dichiarato decaduto dall'Alta corte di giustizia per le sanzioni contro il fascismo, in quanto tra i "Senatori ritenuti responsabili di aver mantenuto il fascismo e resa possibile la guerra sia coi loro voti, sia con azioni individuali, tra cui la propaganda esercitata fuori e dentro il Senato".

### Maurizio Cattaneo
Ammiraglio e podestà di Scio. Con tre galee Maurizio Cattaneo forzò il blocco navale di Costantinopoli del 1453 effettuato dai duecentomila armigeri turchi di Maometto II che avevano disposto centoventi navi e potenti artiglierie all'assedio della capitale Costantinopoli. Il suo intervento aiutò con viveri e soldati la popolazione dei quartieri di Pera e Galata che, in forte inferiorità numerica rispetto ai giannizzeri turchi, con il sacrificio degli ottomila genovesi, resistette strenuamente. La Porta d'Oro fu l'ultima a capitolare.

### Lazzaro Cattaneo
Missionario gesuita che, in collaborazione col padre Matteo Ricci, compilò il primo dizionario della lingua cinese e fece conoscere in occidente gli studi sinologi della cultura dell'impero celeste. Sarzana 1560 - Hangzhou, Cina 16 gennaio 1640.

### Raffaele Cattaneo
Sostenitore e azionista di Cristoforo Colombo con il quale, egli stesso, si imbarcò nella terza spedizione marittima alla scoperta delle Americhe.

### Danese Cattaneo
Poeta, scultore e architetto. Nasce a Carrara nel 1512 da Michele Cattaneo e Gentile Degli Alberti. Si trasferisce giovanissimo a Roma, da lì a Venezia dove, ben presto, entra a far parte dei circoli intellettuali, artistico-letterari. Conosce, fra gli altri, il Vasari che aiuta nella compilazione del catalogo del celebre: Vite e opere dei grandi maestri. Sansovino, Tiziano Vecellio, Sanmicheli, Manuzio, Pietro Aretino, Bernardo Tasso, padre del Torquato, etc, faranno parte delle sue personali conoscenze nei cenacoli artistico-letterari, in particolare del giovinetto Torquato Tasso del quale intuisce il genio e che, fra le varie vicissitudini, incoraggia, sostiene, invitandolo alla composizione e stesura della Gerusalemme Liberata. Oltre la sua opera scultorea, quale il monumento a Giano II Fregoso, già doge di Genova e poi capitano generale dell'armata da terra veneziana, in S.Anastasia a Verona, del cardinal Pietro Bembo e Alessandro Contarini a Padova, del doge Loredan a Venezia, Danese Cattaneo, in collaborazione allo Jacopo Sansovino, realizzerà pure la loggetta del campanile di S.Marco, etc. Si dividerà spesso frà Padova e Venezia dove lascia copiosa produzione artistica e letterario-poetica: Amor di Marfisa dei codici Chigiani, Peregrinaggio di Rinaldo, in lode di Cosimo primo de' Medici, la Vittoria Navale di Lepanto, Teseide, il tempio della divina signoradonna Geronima Colonna D'Aragona, etc. Il Cattaneo fu nominato membro dell'Accademia del disegno.
Per la vastità della sua fama, nel 1559 Danese Cattaneo, invitato dal marchese Alberico Cybo Malaspina, tornerà nella natia Carrara. Il marchese Cybo lo esorterà a riprendere l'opera letteraria Amor di Marfisa, opera interrotta a causa della scomparsa dell'Imperatore Carlo V nel 1558.
Danese Cattaneo muore a Padova il 27 novembre del 1572.

## Le colonie in oriente e la caduta di Costantinopoli
Nel 1261 l'Imperatore di Costantinopoli Michele Paleologo (troppo impegnato nei Balcani per provvedere alla difesa dell'Asia Minore), avendo riconquistato e consolidato con l'aiuto dei genovesi (in particolare di Francesco Gattilusio) il possesso della capitale d'Oriente (già occupata dai latini nella quarta crociata) con l'editto di Ninfeo concesse in feudo ai genovesi (Benedetto e Manuele Zaccaria) luoghi e le isole che avessero riconquistato, come basi d'operazione contro i veneziani dell'Egeo.
La minaccia tuttavia verrà dai turchi che alla fine del secolo occupano tutto il retroterra. Ai genovesi rimane una striscia di terra lungo il mare che gli Zaccaria difesero strenuamente. Alla fine gli occupanti si raccolsero intorno a Focea e alle allumiere tre o quattro leghe più all'interno dove sorse una Nuova Focea presidiata da un castello. Alla costruzione di esso si offrì la stessa popolazione greca tormentata dalle spietate e feroci razzie dei turchi. Ancora dopo molti anni Andrea Cattaneo Della Volta, genero di Benedetto Zaccaria, teneva saldamente in pugno la fortezza con soli 52 cavalieri e 400 fanti.
I Della Volta (che da più di un secolo avevano relazioni d'affari con l'Imperatore d'Oriente), tramite il legame con il grande capitano e mercante Benedetto Zaccaria, si resero padroni di Focea, nel golfo di Smirne. Andrea (già signore del Pireo) e il fratello Giacomo vi trovarono immensi giacimenti di allume. Questo minerale era allora indispensabile per il trattamento dei tessuti - primaria attività manifatturiera nei paesi del Mediterraneo, del Nord e nei paesi arabi - in quanto veniva usato come mordente, cioè per fissare i coloranti ai tessuti. Essi vi costruirono fortificazioni e gli dettero il nome di Focea Nuova. Il monopolio dell'allume procurò loro ingenti guadagni.
Focea, a differenza di quasi tutte le colonie genovesi d'allora, non vive del commercio di transito che è insignificante, ma dalla produzione delle miniere che nella prima metà del Trecento un manuale di pratica commerciale valuta a circa 14000 “cantarti” all'anno (press'a poco 750 tonnellate) valutabili in 65000 lire pari a un milione e duecentomila lire del 1927. Un'altra fonte stima il reddito al tempo del dominio dei Cattaneo in 120 000 iperperi, ragguagliabili a 80000 lire genovine.
Nel 1346 moriva Andrea Cattaneo II (il cognome era mutato nel 1309 con l'aggiunta delle insegne Paleologo anche nello stemma), principe delle due Focee e che aveva sposato la sorella di Andronico II successore di Michele, aggiungendo più tardi alla sua arma l'insegna dell'Imperatore. Nel [1369] il figlio Domenico armò con i Cavalieri di Rodi una flotta contro l'imperatore-zio, impadronendosi di Lesbo. Dopo un anno di battaglie, con la pace l'imperatore rinconfermò ai Cattaneo i loro vecchi diritti.
Il figlio di Domenico, Francesco, detto Gattilusio, nel 1355 rimise sul trono l'Imperatore che, in ricompensa, gli diede la propria sorella in moglie e il principato di Mitilene. Egli diede origine alla rinomata dinastia dei Gattilusio di Lesbo. Più tardi una pronipote di nome Maria sposò Domenico Cattaneo portandogli il diritto di principato della Focea. Da questo Domenico discendono i Cattaneo di Anversa, quelli che commissionarono i primi Van Dyck, nonché quelli che si trasferirono a Napoli.
I discendenti di Francesco continuarono sempre a stringere parentele con i Paleologi e con gli Imperatori di Trebisonda.
I Della Volta ebbero anche signorie nelle isole di Scio (o Chio) e di Negroponte (Eubea).
Chio era stata governata dalla potente famiglia genovese degli Zaccaria dal 1304 al 1329, avuta come dote della sorella dell'Imperatore di Bisanzio che aveva sposato Benedetto Zaccaria. Poi Damiano Cattaneo figlio di Leonardo e di una Salvago sposò in prime nozze Eliana Zaccaria di Emanuele dei Principi di Scio e di Acaja. Si formò quindi un ramo Cattaneo-Zaccaria che ereditò Chio e che inoltre assunse il titolo di Principi di Negroponte.
Questo ramo in epoche successive intrecciò numerose parentele con le famiglie Giustiniani, perdendo piano piano il loro nome di famiglia e sostituendolo con il titolo di Negroponte.
Nel 1453 si verificò l'avvenimento che, paventato da tempo, avrebbe definitivamente chiuso il fausto periodo delle colonie in oriente. L'imperatore Costantino Paleologo, come i suoi predecessori aveva invano sollecitato aiuti delle potenze occidentali per arginare il pericolo che i turchi cercassero di impossessarsi della capitale d'oriente e di quello che rimaneva dell'impero cristiano. La capitale contava centomila abitanti ma solo quattromila si resero disponibili per la difesa della patria. Maometto II aveva approntato un esercito di duecentomila uomini, centoventi legni e potenti armi da guerra. La difesa della città fu affidata a Giovanni Giustiniani Longo, che cercò al meglio di guarnire le tredici miglia di mura della città. Con lo stratagemma suggerito al sultano da un traditore veneziano (trasporto delle navi via terra) la flotta turca riuscì a penetrare nel golfo assediando la città anche da quella parte.
Poco prima Maurizio Cattaneo podestà di Scio aveva armato tre galere ed era accorso in aiuto alla città riuscendo brillantemente a passare attraverso la flotta turca schierata all'esterno del golfo.
I genovesi di Pera e di Galata, nonostante le promesse di Maometto perché rimanessero neutrali, accorsero alla disperata difesa della capitale. Il 29 maggio i musulmani sferrarono l'attacco decisivo. Il Longo fu ferito gravemente e cercò rifugio a Pera. La Porta d'Oro, difesa da Maurizio Cattaneo, fu l'ultima a capitolare. Ottomila genovesi si sacrificarono alla difesa dell'ultimo bastione della cristianità. Maurizio Cattaneo fu catturato insieme a molti altri, ma non venne riconosciuto. Pagato un riscatto, ottenne la libertà riparando a Pera.
A poco a poco tutte le colonie genovesi in oriente caddero in mano turca. Caffa, l'importantissima colonia nell'estremo settentrione del Mar Nero, cadde nel 1475. Ai genovesi restò solo Chio fino al 1566.

## I Cattaneo a Napoli
Filippo II, nonostante i massicci arrivi di metalli preziosi dalle Americhe, si trovò in gravi difficoltà finanziarie per le guerre nei Paesi Bassi (1566), con l'Inghilterra (1587) per la difesa del Mediterraneo dai turchi e per l'impegno militare in Francia a fianco della Lega Cattolica.
Divenne inevitabile il ricorso ai banchieri genovesi, che, resi accorti dal recente tracollo dei Fugger, cercarono di salvaguardare i loro asientos (contratti di prestito a breve termine) con spietati accorgimenti finanziari. Quando nel 1575 il governo spagnolo dichiarò nulli tutti gli asientos stipulati negli ultimi quindici anni, i genovesi risposero sospendendo gli invii di denaro per pagare i soldati spagnoli impegnati nelle Fiandre. Rimasti senza paga i soldati spagnoli si ammutinarono e misero a sacco Anversa (1576). Filippo dovette arrendersi e in cambio degli asientos scaduti diede gli juros (titoli del debito pubblico) che i genovesi immediatamente girarono ai loro depositanti. Ma soprattutto Filippo, per ottenere nuovi finanziamenti, dovette cedere ai genovesi l'appalto di alcune imposte castigliane, lasciandone loro la riscossione. A questa bancarotta spagnola ne seguirono altre quattro. Nel 1627 la Spagna non aveva più imposte da dare in pegno. A un certo momento la maggior parte dei feudi dell'Italia meridionale era in mano ai genovesi.
Fra gli altri feudi, Montescaglioso dopo il dominio bizantino e normanno della città con il Guiscardo e suo nipote Roberto, in ordine di tempo passò ai Sanseverino, in seguito a Manfredi che lo ebbe in dono dall'imperatore Federico II, quindi agli Orsini, infine ai Grillo-Cattaneo. Questi ultimi feudatari trasformarono il castello in palazzo marchionale ove ne fecero stabile dimora. Oggi Montescaglioso conta diecimila abitanti ed è insignito del titolo di città e della denominazione di "Gioiello d'Italia". Il sei agosto di ogni anno si celebra la rappresentazione storica della sfilata nobiliare "Corteo del Borbone".
Come altre famiglie genovesi (D'Oria, Imperiale, Serra e Grimaldi), i Cattaneo, trovandosi in situazione delicata, dovettero mandare un loro membro a Napoli (e anche a Madrid) per tutelare i loro interessi di esattori.
Nel 1643 il trentenne Baldassarre Cattaneo (figlio di Giovanni Battista e di Maria Maddalena Grimaldi, fu Francesco)  da Napoli curò l'appalto delle imposte di alcune province del meridione e completò l'acquisto del feudo di San Nicandro. Muore nel 1649 lasciando erede suo fratello primogenito Domenico (Napoli, 1613 - Napoli, 1676) senatore e governatore di Genova, che ottiene la cittadinanza napoletana nel 1665, richiesta nel 1648, nel Regno di Napoli aveva acquistato il feudo di Casalnuovo e un casale a Barra. Domenico nel 1650 venne insignito del titolo di Principe di San Nicandro e successivamente di altri numerosi titoli. Il suo ramo fu decorato di più ordini cavallereschi tra i quali quello del Toson d'Oro da Carlo d'Asburgo e del Supremo Ordine di San Gennaro da Carlo di Borbone. Baldassarre (1660-1739), figlio di Domenico e di Vittoria Spinola, fu Napoleone, ottenne nel 1709 il Grandato di Spagna di prima classe e più tardi l'ufficio di Gran Siniscalco del Regno.
Tra l'altro porta il predicato di Signori di Flessia, Flix in Spagna che era un possesso dei Della Volta fin dal 1171, dopo la conquista di Almeria e di Tortosa da parte della flotta genovese, che ebbe il merito di spezzare la supremazia marittima degli arabi nel Mediterraneo. Da allora i genovesi ne divennero per molto tempo gli incontrastati dominatori, ottenendo in forza di questo rispetto e richiesta d'aiuto da parte di tutti gli stati europei. Tra i comandanti di quell'impresa vi era stato Ingo della Volta, già più volte ricordato.

## I Cattaneo ed Antoon van Dyck

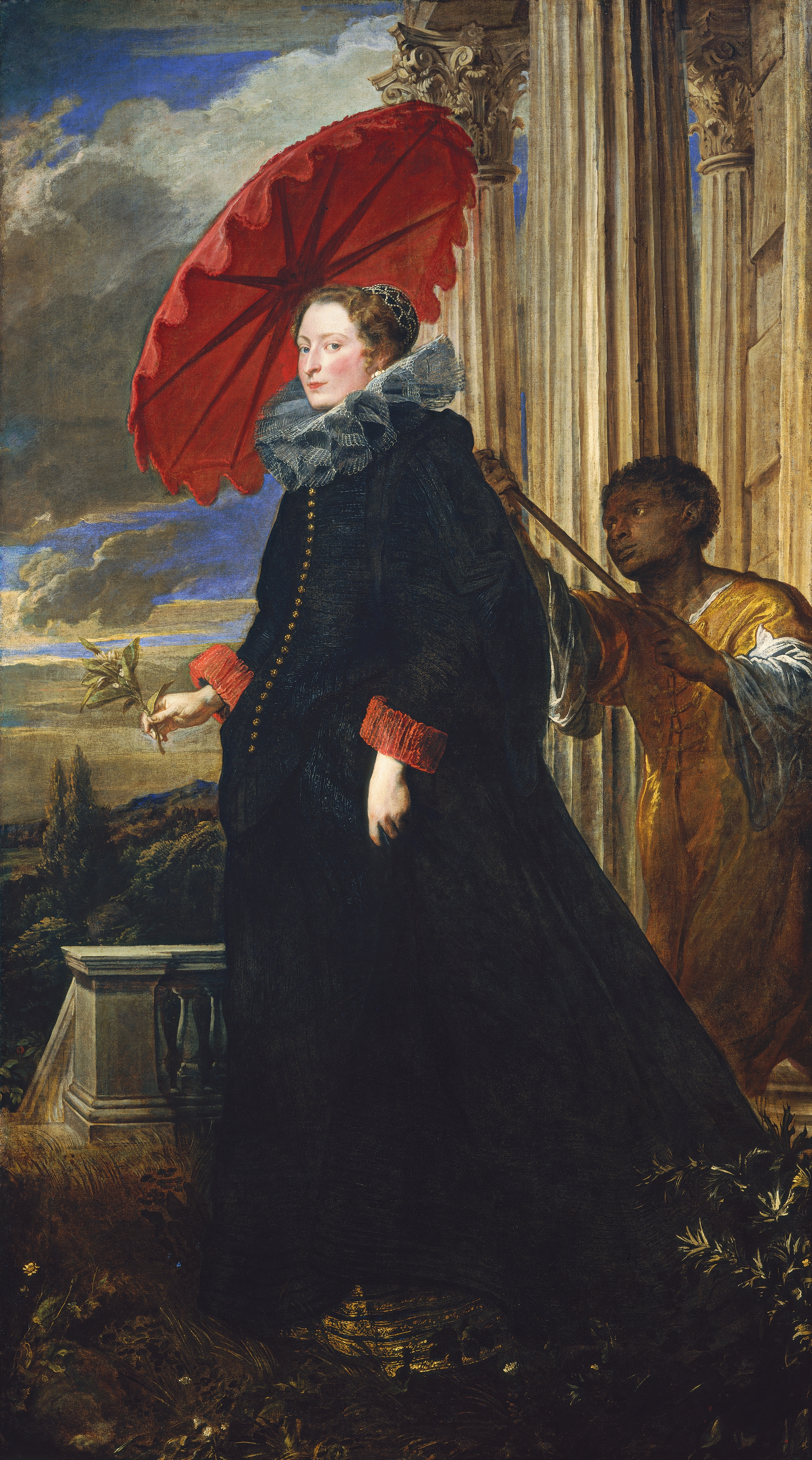
Ritratto della Marchesa Elena Grimaldi, moglie del Marchese Giacomo Cattaneo, eseguito da Antoon van Dyck.

Nel palazzo Cattaneo in San Torpete ebbe sede fin dagli inizi la curia dei de Volta, poi Cattaneo. Esso ha nei primi tre piani grandi saloni con volte e pareti pregevolmente decorati: nell'atrio di ingresso esiste un soffitto con affreschi figurativi di Lazzaro Tavarone, mentre gli affreschi seicenteschi del soffitto di una sala del piano nobile sono dovuti al bolognese Giacomo Antonio Boni (1688-1766). Al Boni e alla sua bottega erano state anche commissionate le decorazioni interne della villa Cattaneo in val Polcevera, ora in corso Perrone, detta "dell'Olmo", splendida sede dell'Archivio Storico Ansaldo.
Tale sala fu realizzata da Alessandro Cattaneo per ospitare i ritratti di cinque antenati materni della moglie Elena Grimaldi Cebà (nipote di quella Elena Grimaldi Cavalleroni - sposa del Marchese Giacomo Cattaneo (1593-1640) - di cui è celebre il ritratto col servo moro che regge il grande parasole - anch'esso in piazza Cattaneo) eseguiti dal Van Dyck.
Di Gio. Filippo Cattaneo - fratello maggiore del citato Giacomo - si ha notizia della presenza ad Anversa come console della Repubblica nel 1583. Suo padre Isnardo già dal 1562 vi gestiva una compagnia per il commercio dei tessuti, riconfermando quello spirito imprenditoriale che la sua famiglia esprimeva già da oltre cinque secoli. Anche i discendenti di un altro ramo Cattaneo risultano battezzati in Anversa. Già nella metà del Seicento essi risultano strettamente imparentati con le più potenti famiglie fiamminghe. Nella seconda metà del '600 Giovanni Battista Cattaneo, sposato con Anne Marie Adrienne de Hennin di Corionville, morì ad Anversa e fu sepolto nella cappella di Notre-Dame della cattedrale di questa città. Poiché il giovane Van Dyck nel suo primo e artisticamente più felice soggiorno genovese realizzò diversi ritratti dei familiari di Gio. Filippo restati a Genova, fa considerare per certo che per la sua venuta a Genova sia da ringraziare soprattutto il patrocinio di quei Cattaneo ormai semi-fiamminghi.
Il ruolo dei genovesi in Anversa era fondamentale per Filippo II, non solo perché ormai essi erano gli esclusivi finanziatori del re di Spagna, ma anche perché erano i soli in grado di far pervenire nei Paesi Bassi all'esercito del Duca d'Alba i carichi di monete necessari per pagare il soldo alle truppe. Nel Cinquecento un Cattaneo fu fondatore ad Anversa della più antica associazione culturale oggi esistente in Belgio. Già alla fine del Trecento (1396-'99) i Cattaneo con gli Spinola eressero a Bruges (allora il principale centro commerciale delle Fiandre) un palazzo tuttora esistente, la Saailhalle, destinato a rappresentanza commerciale dei genovesi.
Niccolò (1676-1746), figlio di Alessandro, ereditò dal prozio materno Gio.Giacomo Cattaneo altri tre ritratti del Van Dyck, nel 1702 remunerò Domenico Piola per cinque Van Dyck, e nel 1708 si rese acquirente di un ulteriore Van Dyck. È curioso poi notare che nel 1808 suo nipote P.Giuseppe acquistò un palazzo Lomellini in via Bensa contenente sei dipinti attribuiti a Van Dyck.
Nel 1906 moriva nel suo palazzo di via Balbi 2 Giuseppe Cattaneo Della Volta; i due figli maschi Giovanni Battista e Giulio gli erano premorti, e le rispettive vedove, che dovevano badare a una prole numerosa, nonostante gli ingenti patrimoni non avevano adeguate disponibilità liquide. Nel 1907, cedendo alle pressanti insistenze del cognato conte Carlo dal Verme, vendettero a mercanti italiani e stranieri otto ritratti di Van Dyck (di cui due dubbi) per 2.500.000 lire, conservandone la famiglia alcuni altri. Il prezzo pagato fu considerato astronomico per il mercato dell'epoca e la cosa suscitò scalpore e polemiche anche all'estero. Si racconta che alcune famiglie inglesi, proprietarie di Van Dyck di una qualità non paragonabile a quella del primo Van Dyck genovese, onde rivalutare i loro quadri, li ribattezzassero, sostituendo al nome del loro avo quello di un membro dell'aristocrazia genovese.